# خرامان‌سپرک
خرامان‌سپرک (نام علمی: Aletopelta) نام یک سرده از بالاخانواده خمیده‌خزنده‌سانان است.